# فيليب فان ليمبورغ
فيليب فان ليمبورغ (بالالمانية :Philipp van Limborch ) عالم لاهوت هولندي ريمونسترانتي. ولد في أمستردام، حيث كان والده محامياً.
تلقى تعليمه في أوترخت، في لايدن، في مدينته، وأخيراً في جامعة أوتريخت، التي التحق بها عام 1652. في عام 1657 أصبح قسًا معارضًا في خاودا، وفي عام 1667 تم نقله إلى أمستردام ، حيث تم في العام التالي إضافة مكتب أستاذ اللاهوت في المعهد الإكليريكي إلى مهمته الرعوية. كان صديقًا لجون لوك، الذي كان من المحتمل أن يكون قد تم توجيه رسالة حول التسامح إلى فيليب فان ليمبورغ ونشرها لأول مرة. توفي في أمستردام في 30 أبريل 1712.

## المؤلفات
- مؤسسات اللاهوت المسيحي لممارسة الدين وتعزيز السلام ، تستهدف المسيحيين فقط (أمستردام ، 1686 ، الطبعة الخامسة ، 1735) ، هو عرض كامل وواضح لنظام سيمون إبيسكوبيوس و ستيفان كورسيلايوس
- مقارنة الديانة المسيحية مع العالم اليهودي (جودا ، 1687) (العالم اليهودي المعني كان إسحاق أوروبيو دي كاسترو)
- استفسار عن التاريخ (1692) ، في أربعة كتب مسبوقة بـ كتاب الجمل التحقيق تولوسانوم (1308-1323)
- تعليق على أعمال الرسل والرسائل إلى الرومان واليهود (روتردام ، 1711)